# 슴베찌르개
슴베찌르개는 끝이 뾰족하여 찌르거나 가르는 데 사용된 구석기시대의 슴베가 달린 찌르개이다. 약46,000년전부터 한반도에서 나타난 석기이다. 슴베는 칼·낫·호미 따위의 자루 속에 박히는 부분을 일컫는다.
좀돌날몸돌과 함께 후기 구석기시대의 대표적인 도구로, 격지나 돌날을 이용해 만들었기 때문에 주먹도끼보다 훨씬 작다. 보통 돌날의 세로축을 중심으로 구석기시대의 생활도구는 주로 돌을 깨뜨려 사용하기 편리하도록 만든 뗀석기(타제석기)를 사용하였다.
전기에는 외날찍개와 같이 직접떼기로 한 면만 떼어 낸 석기, 중기에는 주먹도끼와 같이 두 면을 떼어 낸 쌍날찍개가 사용되었다. 후기에 들어서는 격지[剝片]나 돌날의 양쪽을 단단한 뼈나 뿔로 눌러 떼어 도구를 만들었는데, 이러한 눌러떼기 방식을 간접떼기라고 한다. 슴베찌르개는 이때 만들어진 도구로, 자루를 달아서 짐승을 사냥하는 창이나 전쟁 무기 또는 가죽에 구멍을 뚫는 연장 등으로 사용하였다. 양 옆의 마름모꼴 모서리 주변에 잔손질을 해 위쪽 끝이 날카롭다. 반대 쪽에는 자루에 꽂거나 연결할 수 있는 슴베가 있다.

## 발견
한국에서는 순천 월평 유적(사적 제458호), 공주 석장리 유적(사적 제334호), 단양 수양개 유적(사적 제398호) 등 곳곳에서 발견되었다. 특히 수양개 선사유적에서는 다량으로 발견되었는데, 중국·일본에서 발견된 슴베찌르개와도 밀접한 관련이 있는 것으로 밝혀졌다. 슴베찌르개는 나중에 화살촉으로 변화·발전되었다.